# Tirano
Tirano (zastarale německy Thiran, rétorománsky Tiraun) je italské město v provincii Sondrio v Lombardii. Leží v nadmořské výšce 441 m n. m. a žije zde přibližně 8 800 obyvatel.

## Geografie

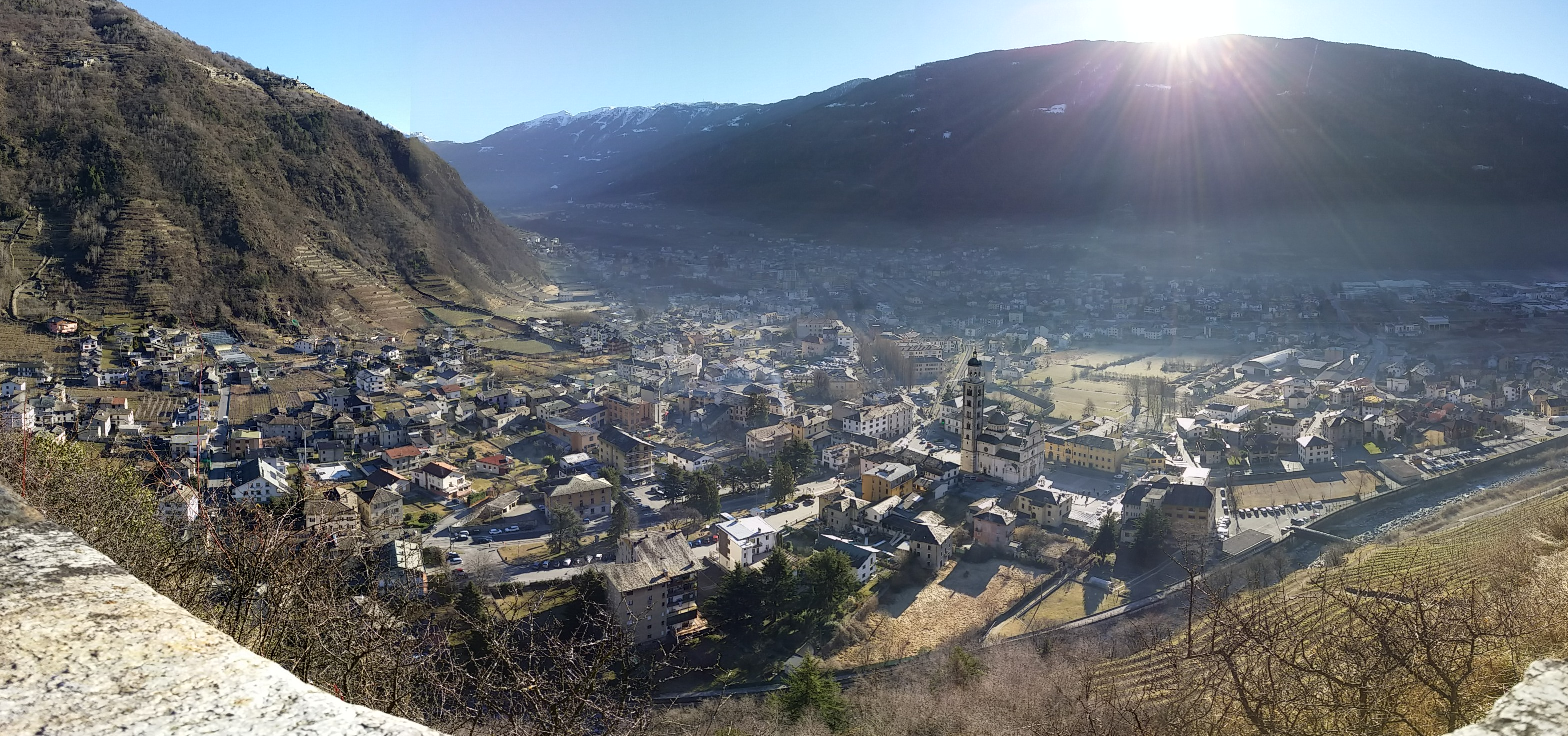
Panorama města

Tirano se nachází v horní části údolí Valtellina, při konci údolí Poschiavo, nedaleko švýcarských hranic. Nadmořská výška města se pohybuje okolo 450 metrů; nejvyšším bodem na jeho území je pak hora Monte Masuccio (2 816 m n. m.). Městem protéká řeka Adda; na jihozápadním okraji města se do ní pak vlévá říčka Poschiavino, přicházející ze švýcarského údolí Poschiavo. V minulosti zde převládalo zemědělství, zejména ovocnářství a vinařství, a malé místní podniky, ale v posledních desetiletích se zde usadilo několik menších průmyslových podniků, které se však jen těžko prosazují v konkurenci regionálního centra Milána. Proto mnoho místních obyvatel denně či týdně dojíždí za prací do Milána a jeho okolí, nebo do turistických středisek v horním Engadinu.
Sousedními obcemi jsou Brusio, Corteno Golgi, Sernio, Vervio a Villa di Tirano.

## Historie

### Od raných dob do středověku
Osada vznikla na levém břehu řeky Addy pod hradem Dosso, který je zmiňován v roce 1073. Ve 12. století byla nejprve svobodnou obcí, poté podléhala stazzonskému kapitánovi, který nechal u vstupu do údolí Poschiavo postavit hrad Piattamala. V roce 1335 přešlo Tirano z diecéze Como pod vládu Viscontiů do Milána a město se stalo místem jurisdikce horního terciátu Valtellina.
V roce 1487 bylo Tirano dobyto a částečně zničeno vojsky z Graubündenu, načež vévoda Lodovico Sforza nařídil mohutné rozšíření městského opevnění. Byla postavena okružní zeď podle návrhu Giovanniho Francesca Sanseverina a nový hrad sv. Marie. Přesto bylo město v roce 1512 znovu dobyto spojenci, opevnění z velké části zničeno a trvale zabráno jako poddanské území. Z městských bran Porta Poschiavina, Bormina a Milanese dnes zbyly jen ruiny. Graubündenští zřídili v Tiranu podestu a otevřeli trh s dobytkem a zbožím.

### Reformace a náboženské změny

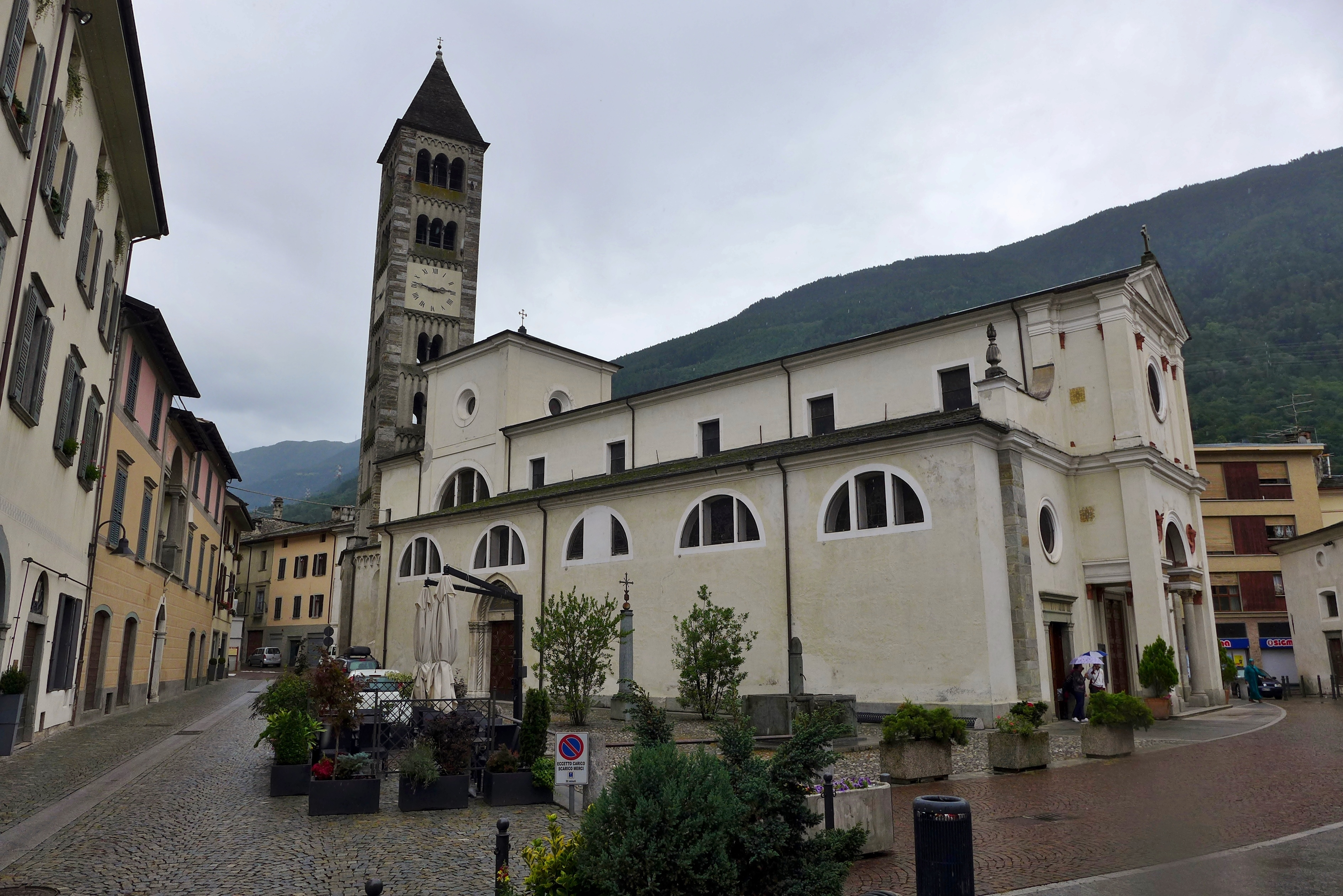
Farní kostel San Martino

V 16. století se Tirano stalo centrem pro překládku zboží a výměnu nejnovějších myšlenkových směrů; tvořilo tak uzel obchodní dopravy mezi Graubündenem, Benátkami, Bormiem a Milánem. Město bylo největší ve Valtellině a v roce 1589 mělo asi 5 000 obyvatel. Nejpozději kolem roku 1560 vznikl také protestantský církevní sbor, který založili a vedli italští náboženští uprchlíci jako Giulio da Milano a který podporovali Graubündenští. Protestanti sloužili bohoslužby s vlastním pastorem v kostele svaté Marie. V roce 1597 proběhla veřejná teologická disputace mezi zástupci obou vyznání.
Po pomstychtivé kampani, při které došlo ke krvavým vraždám ve Valtellině (italsky Sacro macello), a kterou vedl Giacomo Robustelli, bylo město obsazeno a 19. července 1620 zde bylo zavražděno na 60 protestantů. Na počátku následného graubündenského zmatku byl pokus Graubündenských se svými spojenci o znovudobytí města zastaven Španěly v bitvě u Tirana 11. září 1620. V letech 1635–1636 se město stalo sídlem vévody Henriho II. z Rohanu během jeho alpského tažení. Po skončení konfliktů v roce 1639 bylo Tirano spolu s Valtellinou opět připojeno k tzv. Třem svazům a mohlo těžit z příznivé dopravní situace a blízké hranice s Benátskou republikou. V 17. a 18. století se město dále rozvíjelo a počet obyvatel rostl.

### Novodobé dějiny
V roce 1797 se Valtellina připojila k Cisalpinské republice. Od roku 1800 kupovaly graubündenské vinařské společnosti vinice v Tiranu a okolí. Železnice byla do města přivedena roku 1902; jednalo se o trať z hlavního města provincie, Sondria. V letech 1908–1910 pak byla k italské železniční síti připojena nově vybudovaná Berninská dráha, kterou roku 1943 převzala společnost Rhétské dráhy. V Tiranu mají obě tratě svá nádraží v bezprostřední blízkosti.

## Doprava

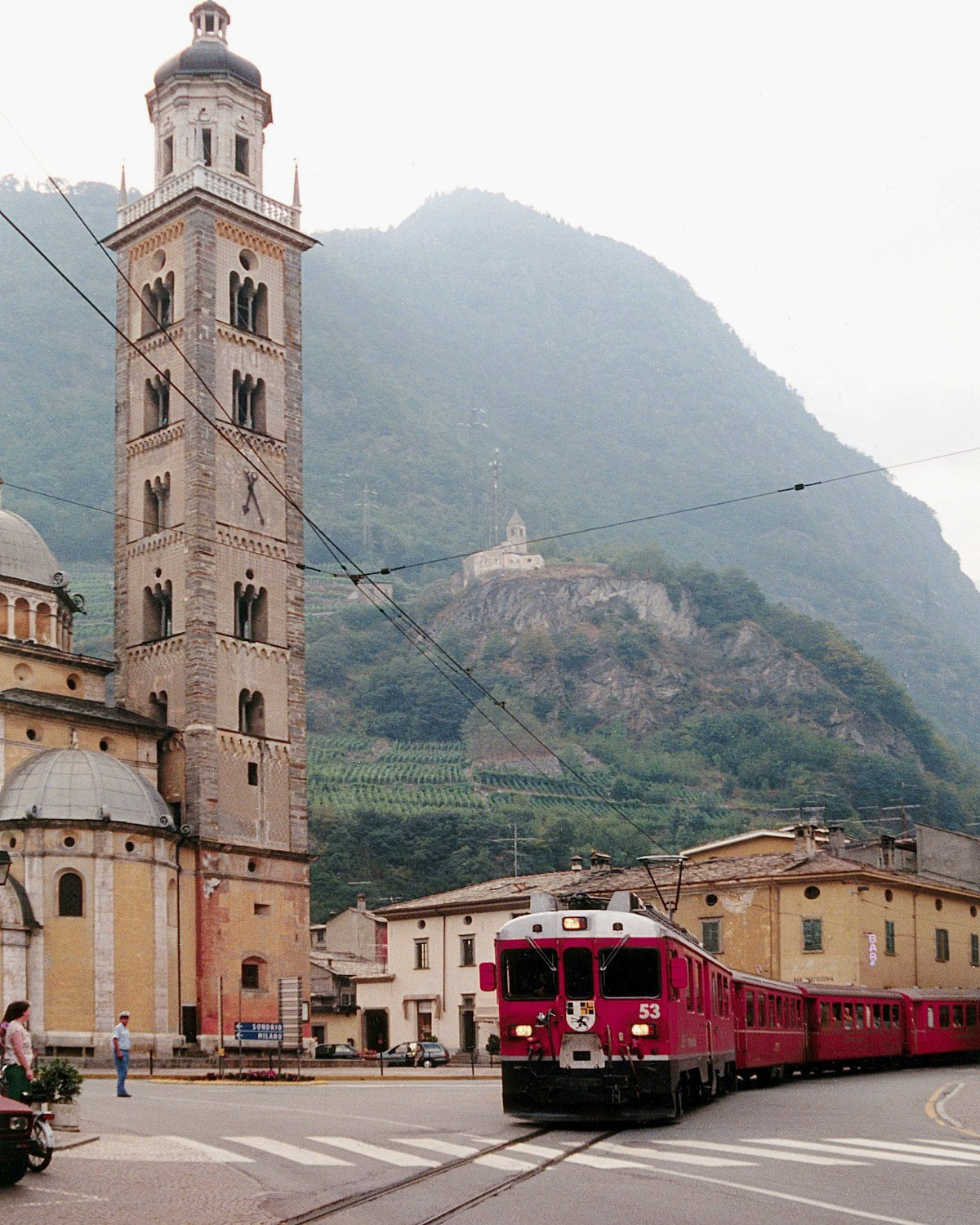
V centru Tirana vlak projíždí přímo po hlavním náměstí

Poloha Tirana v rámci provincie Sondrio

Od roku 1908 je v provozu známá Berninská dráha, spojující Svatý Mořic s Poschiavem a Tiranem. Díky vrcholové stanici Ospizio Bernina ve výšce 2 253 m n. m. je nejvýše položenou tratí, překonávající Alpy bez použití vrcholového tunelu. Trať provozuje Rhétská dráha a od roku 2008 je zařazena na seznam světového dědictví UNESCO. Kromě běžných osobních vlaků po projíždí také slavný Bernina Express, jenž má v Tiranu svou konečnou stanici.
Silniční spojení zajišťuje zejména státní silnice SS38, vedoucí údolím Valtellina do Sondria. V Tiranu se na ni napojuje švýcarská silnice č. 29, vedoucí z Pontresiny přes průsmyk Bernina a údolí Poschiavo.

## Osobnosti
- Marianna Longa (* 1979), bývalá běžkyně na lyžích